# Jiří Štěpán
Jiří Štěpán (ur. 7 listopada 1978 w Hradcu Králové) – czeski historyk, pedagog, nauczyciel akademicki, polityk socjaldemokratyczny i samorządowiec; hetman kraju kralovohradekicgeo od 2016 do 2020 roku.

## Życiorys
Urodził się w 1978 roku w Hradcu Králové, gdzie ukończył kolejno szkołę podstawową i średnią. Studiował historię na Uniwersytecie Palackiego w Ołomuńcu, gdzie uzyskał tytuł zawodowy magistra. Niedługo potem w 2003 roku został zatrudniony na stanowisku asystenta na zamiejscowym Wydziale Lekarskim Uniwersytecie Karola w Pradze mieszczącym się w rodzinnym Hradcu Králové. Dodatkowo w 2006 roku podjął pracę naukowo-dydaktyczną w Instytucie Historycznym Uniwersytetu Hradec Králové. Jednocześnie na Wydziale Filozoficznym tej uczelni kształcił się na studiach doktoranckich zakresu historii Czech i Czechosłowacji, uzyskując stopień naukowy doktora (PhDr.), a następnie doktora habilitowanego (Ph.D). Na kralovohradeckim uniwersytecie pełni od 2011 roku urząd prodziekana Wydziału Filozoficznego ds. Nauki, Badań i Działalności Twórczej. Prowadził gościnne wykłady na uczelniach czeskich, jak i zagranicznych (Stany Zjednoczone, Szwecja, Japonia, Belgia, Polska). jest autorem wielu artykułów w czasopismach branżowych oraz 2 monografii:
- Švédsko (pol. Szwecja), Praha 2010.
- Československý exil ve Švédsku v letech 1945-1989 (pol. Wygnaniec czechosłowacki w Szwecji w latach 1945–1989), Hradec Králové, 2011.

Jest członkiem Czeskiej Partii Socjaldemokratycznej (ČSSD). Działał w strukturach miejskich i regionalnych. Z jej ramienia kandydował w 2008 roku do Zgromadzenia Regionalnego Kraju Kralovohradeckiego, uzyskując mandat radnego. Zasiadał w komisjach: rozwoju regionalnego i turystyki oraz kultury i opieki nad zabytkami. W 2016 stał na czele listy socjaldemokratycznej w wyborach do zgromadzenia regionalnego. Mimo iż ČSSD zajęła dopiero drugie miejsce udało mu się przejąć władzę w kraju zawiązując dużą koalicję z Obywatelską Partią Demokratyczną (ODS) oraz Koalicją Na Rzecz Kraju Kralovohradeckiego, Burmistrzami i Niezależnymi (STAN) oraz TOP 09. 14 listopada 2016 roku objął urząd hetmana kraju, otrzymując 27 głosów na 45 członków zgromadzenia regionalnego.
Ponadto w 2014 roku kandydował do Rady Miasta (czes. Zastupitelsto), uzyskując mandat radnego. Zasiadł także we komitecie miasta Hradec Králové (zarząd miasta – czes. Rada).
Jiří Štěpán jest żonaty i mieszka w Plotiště nad Labem, północno-zachodniej dzielnicy Hradeci Králové.